# Епидемија Зика грознице у Америци (2015—2016)
Епидемија Зика грознице у Америци, почела је у Бразилу априла 2015. године, одакле се проширила и на друге земље у Јужној и Централној Америци и Карибима.
У јануару 2016. године Светска здравствена организација (СЗО) објавила је процену да че се Зика грозница вероватно проширити на већи део Америчког континента до краја године. Након ове објаве, фебруара 2016, СЗО је прогласила извештај да је пораст разбољевања од микроцефалије и Гијен-Бареов-ог синдрома, највероватније повезано са избијањем епидемије Зика грознице, и преручила бројне активности на глобалном нивоу.
Вирус се углавном ширио преко вектора — комарца из рода  Aedes aegypti, чија су примарна станишта у тропским и суптропским деловима Америке, али и преко комарца из рода Aedes albopictus, азијског тиграстог комарца, који се широко распростанио по Америци све до Великих језера у САД.
Међу зараженима у Америци већина (70% до 80%) су са инфекцијом без симптома Зика грознице. Ова појава отежава тачну процену броја оболелих, а пре свега тешких случајева. У око један од пет случајева, инфекција Зика вирусом изазива благе симптоме болести — Зика грозницу, као што су повишена телесна температура, општа слабост, малаксалост и осип. Међутим, инфекција код трудница повезана је са микроцефалијом и ретким случајевима Гијен-Бареов-ог синдрома новорођенчади, због интраутериног преношењем Зика вируса са мајке на фетус. Недавно је изражена сумња да се Зика грозница може пренети и сексуалним путем.
Како је један број земаља у склопу превенције даљег ширења Зика грознице издао упозорења о значајним ризицима боравка у епидемијом захваћеном подручку, очекује да то негативно утиче на туристизам, пре свега у Бразилу. Епидемаија Зика грознице могла би не само да смањити проток туриста на наредним летњим Олимпијским играма, које ће се одржати у Рио де Жанеиру, августу 2016, због страха од заразе, већ би и „неповољно“ утицао на дистрибуцију вируса и комараца по селом свету. Како се очекује да ће Олимпијске игре посетити преко 380.000 туриста, ако у време њихове посете и даље влада епидемија овако велики број људи може допринети масовном ширењу Зика грозница на глобалном нивоу. Почетком фебруара 2016, начелник Управе председника Бразила, Жак Вагнер позвао је труднице да не присуствује Олимпијским играма у Рио де Жанеиру, због ризика да оболе од Зика грознице.

## Епидемиологија
Према подацима Америчких здравствених званичника, на дан 19. јануар 2016. године, Зика вирус је, идентификован у 28 земаља, које се уједно сматрају као ризичне. То су: Барбадос, Боливија, Бразил, Цапе Верде, Колумбија, Еквадор, Ел Салвадор, Фиџи, Француска Гијана, Гвадалупе, Гватемала, Гвајана, Гваделуп, Хондурас, Хаити, Мартиник, Мексико, Нова Каледонија, Панама, Парагвај, Порторико, Самоа, Свети Мартин, Суринам, Соломонска Острва, Тајланд и Венецуела. Наведени подаци биће ажурирани када нека нова земља потврди трансмисију, или када нека од наведених земља девет месеци не пријави ни један нови случај локалне трансмисије.
Претпоставља се, да су Канада и Чиле сигурни од Зика грозница јер је Зика вирус није присутан због одсутности комарца из групе Aedes aegypti. Такође Зика грозница још није забележена у континенталним Сједињеним Америчким Државама, али је ова земља у непрестаном и великом ризику.
Дистрибуција болести
Према подацима Америчких здравствених званичника, тренутно Зика грозница као обољење идентификована је у 22 земље, које се уједно сматрају као ризичне. То су: Боливија, Бразил, Колумбија, Еквадор, Ел Салвадор, Француска Гијана, Гватемала, Гвајана, Хондурас, Мексико, Панама, Парагвај, Суринам, Венецуела, Барбадос, Гваделуп, Хаити, Мартиник, Порторико, Зеленортска Острва и Самоа.
Први аутохтони случај у Америци пријављен је у фебруару 2014 од стране Министарства здравља Чилеа (Easter Island). Међутим, од фебруара 2015. године број пријављених случајева од стране Министарства здравља Бразил је био у сталном порасту.
У октобру 2015. године Министарство здравља Бразилa упозорило на неуобичнјено повећање броја случајева микроцефалија у држави Пернамбуко, у којој је за мање од годину дана, пријављен 141 случај, што је значајно повећање у односу на само 10 пријављених случајева у последњих неколико година.
Од маја месеца 2015. године поред заражавања Зика вирусом у Бразилу, болест се убрзо проширила и међу становницима 23 земаље и територије Америке до фебруара месеца 2016. године. Засада се претпоставља да су једино Канада и Чиле сигурни од Зика вируса због одсутности комарца из групе Aedes aegypti. Такође Зика још није забележена у континенталним деловима Сједињених Америчких Држава, али је и овај део САД у великом ризику.
Постоје два главна разлога за брзо ширење вируса:
Први, што становништво обе Америке није претходно било изложено Зика вирусу, и зато не поседује одговарајући имунитет на овај вирус,
Други, што у свим земљама Америчког региона, осим Канаде и Чилеа постоје комарци из рода Аедес — главни вектори преношења Зика вируса.
СЗО предвиђа да ће Зика вируси у другој деценији 21. века наставити да се шири и вероватно „настанити“ све земље и територије у региону које настањују Аедес комарци.
Морбидитет
Тачан број оболелих на глобалном нивоу за сада је тешко утврдити јер многе земље пријављују болест тек када открију циркулацију вируса на својим територијама. Такође, пребројавање оболеелих је отежано, јер су клинички симптоми болести, код већине оболелих благи, па се сви оболели не јављају лекару.
Морталитет
Како је то вирус, који је за сада имао веома ограничену демографску и географску дистрибуцију, и не постоје поуздани докази да он може да изазове смрт. Међутим, пријављени су и спорадични случајеви умрлих, са више озбиљних манифестација и компликација, али углавном код болесника са већ постојећим хроничним болестима или стањима, која могу бити могући узрок смрти, а не Зика вирус.
Почетком фебруара 2016. први пут су здравствени званичници Националног Института за здравље у Колумбији, директно приписали смртне последице вирусу Зика, код три случаја у Колумбији. Као непосредни узрок смрти наводи се редак неуролошки синдром изазван вирусом. Колумбија је, поред Бразила најтеже погођена Зика вирусом.

## Дистрибуција Зика грознице и микроцефалије по земљама и регионима Америке

### Бразил
Зика грозницом је највише захваћен Бразил у коме је број оболелих достигао пола. Само од октобра до краја јануара евидентирано је 4.182 случајева микроцефалије код деце, највероватније, већим делом, повезане са Зика вирусом. Првобитна, преепидемијска, преваленција микроцефалија у Бразилу, била је око 0,5 случајева на 10.000 живорођених беба, што је ретроградно израчунато на основу матичних књига рођених, и била је нижа од очекиване процене од 1 до 2 случаја на 10.000 живорођених беба, што је значајно мање, од преваленције микроцефалије у свету, у периоду од 2008 до 2102. године (видети табелу испод)
Преваленција микроцефалије (на 10.000 рођених) за све земаље у евиденције EUROCATA од 2008. до 2012.
|               | Живорођено | Фетална смрт | Прекид трудноће због дијагностикованих аномалија | Укупно | Преваленција       |
| ------------- | ---------- | ------------ | ------------------------------------------------ | ------ | ------------------ |
| Микроцефалија | 1.056      | 52           | 93                                               | 1.201  | 2,85 (2,69 - 3.02) |

Подаци с краја 2015. указује на све масовнију појаву микроцефалије и пораст њене преваленције у Бразилу, која је у другој половини 2015. године износила више од 3.000 сумњивих случајева (са преваленцијом од око 20 случајева на 10.000 живорођених). На дан 1. фебруар 2016. године тај број нарастао је на 4.180 случајева. На основу ових података СЗО је закључила да је у Бразилу дошло до наглог пораста и распрострањености броја оболелих, који је једним делом и последица бољег (посебног) обавештења које није било на захтеваном нивоу. Такође СЗО изразила је и сумњу да је ова бројка већа, јер се и даље блажи случајеви микроцефалије не пријављују епидемиолошкој служби.
До јануара 2016. године спроведана истраживања потврдила су присуство Зика вирусног генома (техником ланчане реакција полимеразе (RT-PCR), у реалном времену), у амнионској течности трудница, чији фетуси су имали манифестну микроцефалију, која је утврђена након спроведеног пренаталног ултрасонографског снимања.
У Бразилу, у новембру 2015. године, установљено је присуство Зика вирусног генома у узорцима ткива и крви узоркованих од мртворођеног новорођенчета са микроцефалијом. Ови налази потврђени су почетком јануара 2016. и имунохистохемијским анализама од стране ЦДЦ, у Бразилу.
Недавна студија Fiocruz-Paraná, у којој је коришћена хистохемијска анализа, потврдила је присуство Зика вируса у плаценти оболеле труднице из Бразила.

## Кретање епидемије Зика грознице у Америци у 2015. и 2016. години
| Земља                      | Потврђени случајеви | Последњи подаци, на дан |
| -------------------------- | ------------------- | ----------------------- |
| Аргентина                  | 2                   | 9. фебруар 2016.        |
| Барбадос                   | 3                   | 20. јануар 2016.        |
| Боливија                   | 4                   | 28. јануар 2016.        |
| Бразил                     | (око 1,5 мил)       | 30. јануар 2016.        |
| Венецуела                  | 4700                | 28. јануар 2016.        |
| Америчка Девичанска Острва | 1                   | 28. јануар 2016.        |
| Хаити                      | 125                 | 30. јануар 2016.        |
| Гвајана                    | 1                   | 3. фебруар 2016.        |
| Гваделуп                   | 1                   | 21. јануар 2016.        |
| Гватемала                  | 105                 | 30. јануар 2016.        |
| Хондурас                   | 3649                | 1. фебруар 2016.        |
| Доминиканска Република     | 10                  | 28. јануар 2016.        |
| Колумбија                  | 25 645              | 30. јануар 2016.        |
| Костарика                  | 1                   | 28. јануар 2016.        |
| Мартиник                   | 2                   | 8. јануар 2016.         |
| Мексико                    | 34                  | 3. фебруар 2016.        |
| Никарагва                  | 29                  | 4. фебруар 2016.        |
| Панама                     | 50                  | 5. фебруар 2016.        |
| Парагвај                   | 6                   | 3. децембар 2015.       |
| Перу                       | 1                   | 29. јануар 2016.        |
| Порторико                  | 22                  | 5. фебруар 2016.        |
| Салвадор                   | >7000               | 4. фебруар 2016.        |
| Свети Мартин               | 1                   | 21. јануар 2016.        |
| Суринам                    | 6                   | 13. новембар 2015.      |
| Француска Гвајана          | 2                   | 8. јануар 2016.         |
| Еквадор                    | 33                  | 28. јануар 2016.        |
| Јамајка                    | 1                   | 30. јануар 2016.        |
| Укупно                     |                     |                         |